# Bischöfliches Seminar Melk

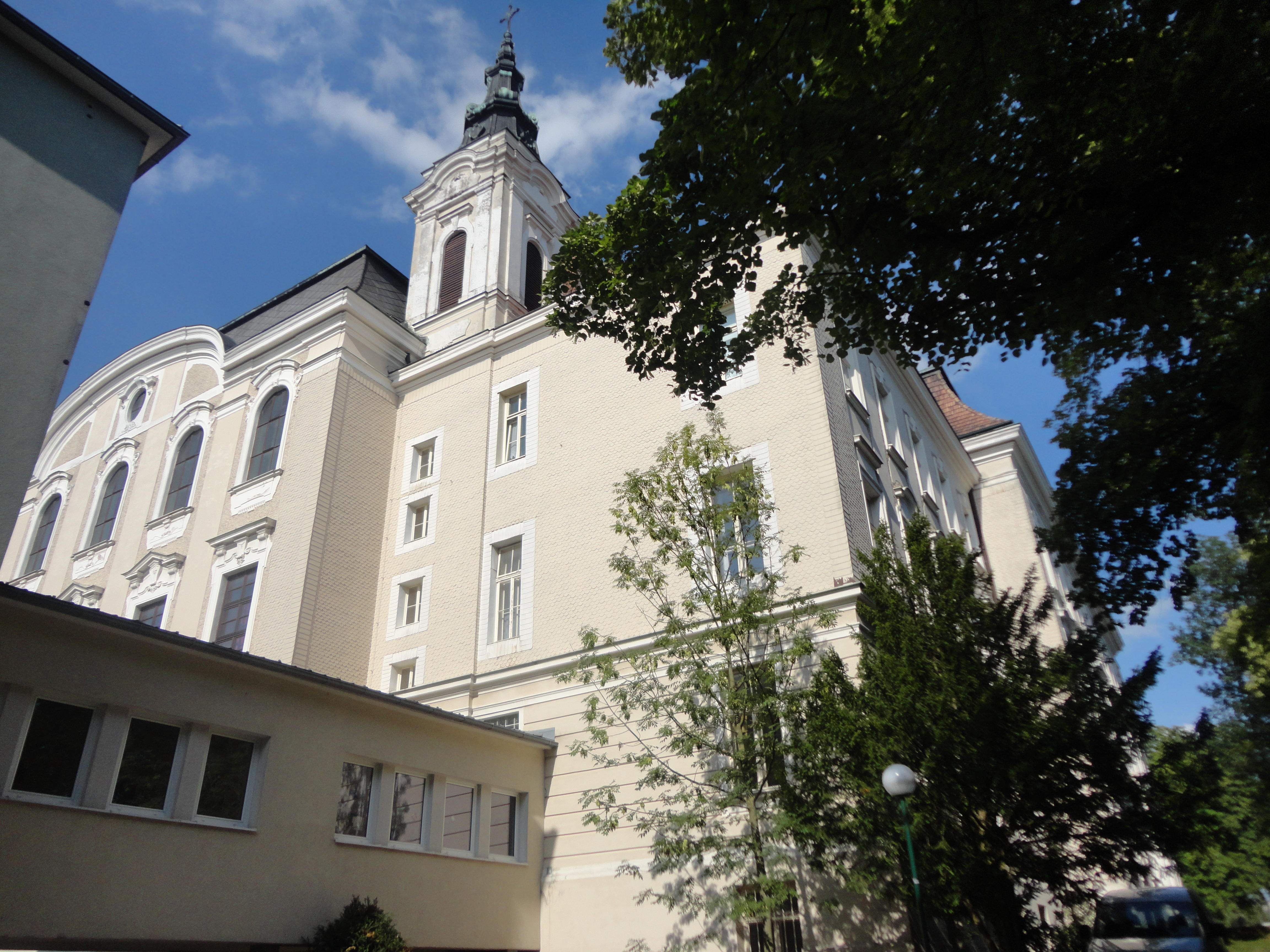
Ehemaliges Bischöfliches Seminar in Melk

Das Bischöfliche Seminar Melk steht in der Wiener Straße 45 in der Stadtgemeinde Melk im Bezirk Melk in Niederösterreich. Das ehemalige bischöfliche Seminar gehörte lange der Diözese St. Pölten und wurde 2015 verkauft. Das Gebäude mit Kapelle steht unter Denkmalschutz. 

## Bischöfliches Seminar
Das Bischöfliche Seminar als frei stehender Komplex wurde in den Jahren 1903 bis 1905 nach einem Entwurf des Architekten Heinrich Holzeland unter dem Baumeister Josef Schmalzhofer errichtet. Die Eröffnung fand 1905 statt. Von 1971 bis 1972 erfolgte ein Anbau in Sichtbeton nach den Plänen von Baumeister Johann Kräftner senior.
Der hakenförmige dreigeschoßige Bau mit einer Rasterfassade mit späthistoristischem Dekor und leicht überhöhtem Mittelrisalit unter flachem Mansarddach trägt einen Kapellendachreiter in barocker Form mit gebauchtem Helm. Im Gebäude ist ein zentrales Stiegenhaus mit einer zweiläufigen Vierpfeilertreppe.
Aus dem Knabenseminar, das für Schüler des Stiftsgymnasium Melk als Internat fungierte, gingen hunderte Priester hervor.

## Kapelle Hl. Johannes der Täufer im zweiten Geschoß
Die Kapelle ist im zweiten Geschoß situiert. Der Saalraum mit Rundbogenfenstern und Stichkappentonne über Pilastern mit neobarockem Stuck zeigt über dem Eingang das Wappen von Bischof Johannes Rössler mit der Jahreszahl 1903. Die ornamentale Glasmalerei aus der Bauzeit mit den Heiligen Katharina, Aloysius, Maria mit Kind, Thomas von Aquin, Cäcilia sind von Ostermann und Hartwein aus München. Die Altarnische zeigt das Bild Taufe Christi von Martin Johann Schmidt um 1750/52, ehemals situiert in der Pfarrkirche Stein an der Donau. Die Kreuzwegstationen sind vom Maler und Mosaikkünstler Sepp Mayrhuber aus dem Jahre 1959. Die Deckenmalerei Auferstehung Christi mit Signatur Ritzer stammt aus dem Jahre 1959. Es gibt eine Orgel.

## Moderne Kapelle im dritten Geschoß
Der geknickte Rechteckraum mit gestufter Decke und Glasfensterwand hat eine Wandmalerei mit zum Teil figürlicher Ausführung von Kruzifix, Maria mit Kind, Betende, Adam und Eva von Lydia Roppolt aus dem Jahre 1972.

## Das Seminar heute
Ende des Schuljahres 2005/06 wurde das Seminar aufgrund der immer geringer werdenden Anzahl an Seminaristen geschlossen. Die Diözese vermietete die freien Flächen seitdem an verschiedene Institutionen wie Kindergartengruppen oder Ärzte. Erworben von der Construcio-Gesellschaft erfolgte ab 2018 ein Radikalumbau des Neubaus, wo neue Wohnungen angelegt wurden. im Altbau beherbergt das Seminar Melk heute unter anderem eine Orthopädiepraxis, die Kampfkunstschule Melk sowie die Pension l'Etage. 